# Ordenança del Civisme
LOrdenança De Mesures Per Fomentar i Garantir La Convivència Ciutadana a l'Espai Públic De Barcelona, més coneguda com a Ordenança del Civisme és una ordenança municipal, que formen un conjunt de normes aprovades per l'Ajuntament de Barcelona el 2005 que pretenen ordenar i perseguir determinats usos públics de la ciutat de Barcelona. Aquestes lleis al final van ser aprovades amb el suport del PSC, ERC i CiU, l'abstenció del PP i el vot contrari d'ICV-EUA sota el nom d'ordenança per la convivència i entraren en vigor a principis del 2006.